# 723
723 је била проста година.

## Догађаји
- Гунакамадева, владар Личавија (раџа), оснива град Катманду (савремени Непал). Током своје владавине, он трансформише аграрно друштво у индустријски град који тргује између Индије и Тибета.
- Бонифације, англосаксонски мисионар, обара Торов храст (свето дрво) у близини Фрицлара у Хесену, означавајући одлучујући догађај у христијанизацији северних германских племена.
- Бонифације чини Бурабург, утврђено франачко насеље, својом привременом верском базом.